# Aleksandar Tunchev
Aleksandar Blagov Tunchev (né le 10 juillet 1981 à Pazardjik, en Bulgarie), est un footballeur international bulgare puis devient entraîneur.

## Carrière

### Carrière en club
Le 5 août 2011, veille de reprise du championnat d'Angleterre de deuxième division, il est prêté 4 semaines à Crystal Palace.

### Carrière internationale
Aleksandar Tunchev a joué 26 fois en sélection bulgare entre 2004 et 2009.

## Palmarès
Lokomotiv Plovdiv
- Championnat de Bulgarie de football
  - Vainqueur : 2004
- Supercoupe de Bulgarie
  - Vainqueur : 2004

 CSKA Sofia
Championnat de BulgarieVice-champion 2017
- Championnat de Bulgarie de football
  - Vainqueur : 2008
- Coupe de Bulgarie
  - Vainqueur : 2006
- Supercoupe de Bulgarie
  - Vainqueur : 2006

 Leicester City
- League One
  - Vainqueur : 2009

## Parcours d'entraîneur
- nov. 2020-avr. 2022 :  Lokomotiv Plovdiv
- juil. 2022-fév. 2024 :  FK Arda Kardjali
- depuis juin 2024 :  FK Arda Kardjali